# Лудек Страцений
Лудек Страцений (чеськ. Luděk Stracený, нар. 19 квітня 1977, Прага) — чеський футболіст, що грав на позиції півзахисника. Виступав за низку чеських і закордонних клубів, а також національну збірну Чехії. Володар Кубка Чехії.

## Клубна кар'єра
У професійному футболі Лудек Страцений дебютував 1995 року виступами за команду «Спарта» (Прага), в якій був на контракті до 2000 року, проте до основного складу не пробився, і футболіста тричі віддавали в оренду, двічі до клубу «Крудім», та ще раз до клубу «Вікторія» (Жижков).
У 2000 році Страцений став гравцем команди «Вікторія» (Жижков) на умовах постійного контракту, в якому грав до 2005 року, та став у його складі володарем Кубка Чехії. У 2005 році клуб віддав футболіста в піврічну оренду до клубу «Пршибрам». У 2006 році Страцений перейшов до литовського клубу ФБК «Каунас», який відразу віддав його в оренду до шотландського клубу «Гартс». Ще в 2006 році Страцений повернувся до «Вікторії», в якій грав до завершення виступів на футбольних полях у 2009 році.

## Виступи за збірну
У 2001 році Лудек Страцений провів свій єдиний матч у складі національної збірної Чехії, в якому затим м'ячем не відзначився.

## Титули і досягнення
- Володар Кубка Чехії (1):

«Вікторія» (Жижков): 2004–2005